# America Olivo
America Athene Olivo (Los Angeles, 5 januari 1978) is een Amerikaanse actrice, filmproducente, model en zangeres.

## Biografie
Olivo heeft dankzij haar ouders naast de Amerikaanse ook de Canadese en Italiaanse nationaliteit. Zij heeft gestudeerd aan de California Institute of the Arts in Santa Clarita, dit heeft zij niet afgemaakt en haalde haar bachelor aan de Juilliard School in New York. Olivo is in 2009 getrouwd met acteur Christian Campbell met wie zij een kind heeft.

## Carrière

### Muziek en modellenwerk
Oliva ging na haar opleiding in New York terug naar Los Angeles. Hier startte zij samen met T Lopez, Aurora Rodriguez en Jessica Castellanos een latin pop/r&b band genaamd Soluna. Door het succes op het podium kregen zij een aanbod van UPN om een sitcom te maken over hun leven in een band. Na het maken van een pilotaflevering besloot UPN echter om hun samenwerking te beëindigen. In 2004 besloten de leden van Soluna om uit elkaar te gaan, Oliva besloot zich te gaan concentreren op haar solocarrière in de muziek en haar modelwerk.
Oliva verscheen als model in 2008 op de cover van een album van de band Mötley Crüe, zij was hier naakt op te zien met alleen zilververf op haar lichaam. Hiernaast verscheen zij ook op de covers van twee bekende romans. in juni 2009 verscheen Olivo in de Playboy waar zij op zeven foto's naakt gefotografeerd was.

### Acteercarrière
Oliva kwam weer in beeld als actrice door de pilotaflevering die zij maakte met haar band Soluna. Zij wilde eerst weer terug naar het theater en speelde in diverse theatervoorstellingen in voornamelijk de regio van Los Angeles. Zij speelde eenmaal op Broadway, van 2011 tot en met 2014 speelde zij in de musical Spider-Man: Turn Off The Dark.
Oliva begon in 2002 met acteren voor televisie in de televisieserie Livin' Large, de pilotaflevering met haar band Soluna. Hierna speelde zij nog in meerdere rollen in televisieseries en films.

## Filmografie

### Films
- 2021 Making the Day - als Zombie filmster
- 2016 Mars Project - als kapitein Gautier
- 2015 Mission: Impossible – Rogue Nation - als Turandot
- 2012 No One Lives - als Tamara
- 2012 Maniac - als Franks moeder
- 2011 Conception - als Gina
- 2010 Love Shack - als Fifi LeBeaux
- 2010 Circle - als Britt
- 2010 Peas in a Pod - als Debra
- 2009 Bitch Slap - als Camero
- 2009 The Last Resort - als Sophia
- 2009 Neighbor - als het nieuwe buurmeisje
- 2009 Transformers: Revenge of the Fallen - als meisje met frisbee
- 2009 Friday the 13th - als Amanda
- 2008 The Thirst: Blood War - als Amelia
- 2008 Iron Man - als schoonheid uit Dubai
- 2004 The Soluna Project - als Alex

### Televisieseries
Uitgezonderd eenmalige gastrollen.
- 2014-2018 Chicago P.D. - als Laura Dawson - 6 afl.
- 2017 Major Crimes - als Liseth Ortiz - 2 afl.
- 2016-2017 Degrassi: Next Class - als Consuela Rivas - 4 afl.
- 2016 The Strain - als kapitein Kate Rogers - 2 afl.
- 2014 Defiance - als Alethea - 3 afl.
- 2013-2014 Degrassi: The Next Generation - als Rivas - 7 afl.
- 2008 General Hospital - als Marianna - 4 afl.
- 2005-2006 House - als Ingrid - 2 afl.

### Filmproducente
- 2014-2016 Live from Gramercy Park - televisieserie - 10 afl.
- 2014 Pas de Carole - korte film

- Biblioteca Nacional de España: XX5092574
- International Standard Name Identifier: 0000 0001 2033 5893
- Library of Congress Control Number: no2010143871
- MusicBrainz: fe9c64fa-675a-4351-a6ab-9bc4e350862c
- Istituto Centrale per il Catalogo Unico: DDSV373006
- Virtual International Authority File: 258149066396265601004